# Michel N’Doumbé
Michel N’Doumbé (ur. 1 lutego 1971 w Wiedniu) – kameruński piłkarz występujący na pozycji obrońcy.

## Kariera klubowa
W 1994 roku N’Doumbé grał w zespole Los Angeles Salsa z ligi A-League, stanowiącej wówczas pierwszy poziom rozgrywek. W tym samym roku przeszedł do węgierskiego Újpestu, z którym w sezonie 1994/1995 wywalczył wicemistrzostwo Węgier. W trakcie sezonu 1995/1996 przeniósł się do słowackiego 1. FC Košice. W sezonie 1996/1997 zdobył z nim mistrzostwo Słowacji.
W 1998 roku N’Doumbé wrócił do Stanów Zjednoczonych, gdzie grał w zespołach San Diego Flash oraz Orange County Waves z A-League, będącej już drugą ligą. W 2000 roku zakończył karierę.

## Kariera reprezentacyjna
W reprezentacji Kamerunu N’Doumbé rozegrał 2 spotkania, oba w 1995 roku. W 1996 roku został powołany do kadry na Puchar Narodów Afryki. Nie zagrał jednak na nim w żadnym meczu, a Kamerun zakończył turniej na fazie grupowej.